# 미나미구 (삿포로시)
미나미구(일본어: 南区)는 일본 홋카이도 삿포로시의 남서부 일대를 관할하는 구이다. 면적은 657.23 km2으로 시 전체 면적의 60%에 달하지만 많은 부분이 산림이다. 정령지정도시의 행정구 중에서도 시즈오카시 아오이구, 하마마쓰시 덴류구에 이어 3번째로 큰 크기이다.

## 지리
남쪽이라는 뜻의 미나미구라는 이름과 달리 삿포로시의 서쪽을 관할하며, 정작 서쪽이라는 뜻의 니시구보다 더 서쪽에 있다. 면적의 대부분은 시코쓰토야 국립공원에 속하는 산악 지대로, 시리베시 산지의 북동부에 해당한다. 삿포로산(札幌岳), 요이치산(余市岳) 등 해발 1,000m를 넘는 산이 17개 있다. 도요히라강 상류의 조잔케이(定山渓)는 온천지로 알려져 연간 200만 명이 넘는 관광객을 끌어모은다. 조잔케이와 가까운 도요하 광산은 은·아연·인듐 등을 산출했지만, 생산량 부족 때문에 2006년 3월에 조업을 중단했다.
북동부의 도요히라강 주변 평지에 있는 후지노 지구, 마코마나이 지구, 스미카와 지구, 모이와산 주변 구릉에 있는 조이와 지구, 모이와시타 지구, 마코마나이강 주변의 도키와 지구에는 주택가가 펼쳐진다. 구청은 마코마나이에 있다.

### 인접한 자치체
- 삿포로시
  - 주오구, 도요히라구, 기요타구, 니시구, 데이네구
- 지토세시
- 에니와시
- 오타루시
- 아부타군 기모베쓰정, 교고쿠정
- 요이치군 아카이가와촌
- 다테시

## 역사
- 1866년 - 미노의 승려 미즈미 조잔이 온천을 발견해 이후 조잔케이 온천으로 명명되었다.
- 1871년 - 혼간지 도로(현재의 국도 230호의 전신)가 개통했다.
- 1916년 - 도요하 광산이 개업했다.
- 1961년 - 삿포로군 도요히라정(대체로 현재의 미나미구·도요히라구·기요타구에 해당하는 지역)이 삿포로시와 합병했다.
- 1972년 - 삿포로시가 정령지정도시로 지정되면서 주오구·기타구·히가시구·시로이시구·도요히라구·니시구와 함께 미나미구가 설치되었다.

## 인구
- 1975년 - 110,020명
- 1980년 - 128,845명
- 1985년 - 141,743명
- 1990년 - 148,393명
- 1995년 - 155,650명
- 2000년 - 156,787명
- 2005년 - 153,021명
- 2010년 - 146,341명
- 2015년 - 141,190명

## 교통

### 철도
- 삿포로 시영 지하철 난보쿠선

### 도로
- 국도 제230호선 (일본)(일본어판)
- 국도 제453호선 (일본)(일본어판)